# Синдел
Си́ндел (болг. Синдел) — село у Варненській області Болгарії. Входить до складу общини Аврен.

## Населення
За даними перепису населення 2011 року у селі проживали 1054 особи.
Національний склад населення села:
| Національність   | Кількість осіб | Відсоток |
| ---------------- | -------------- | -------- |
| цигани           | 592            | 56,4%    |
| болгари          | 431            | 41,1%    |
| турки            | 15             | 1,4%     |
| інша             | 3              | 0,3%     |
| не визначились   | 8              | 0,8%     |
| Всього відповіли | 1049           |          |

Розподіл населення за віком у 2011 році:
Динаміка населення: